# Gaston de Pawlowski

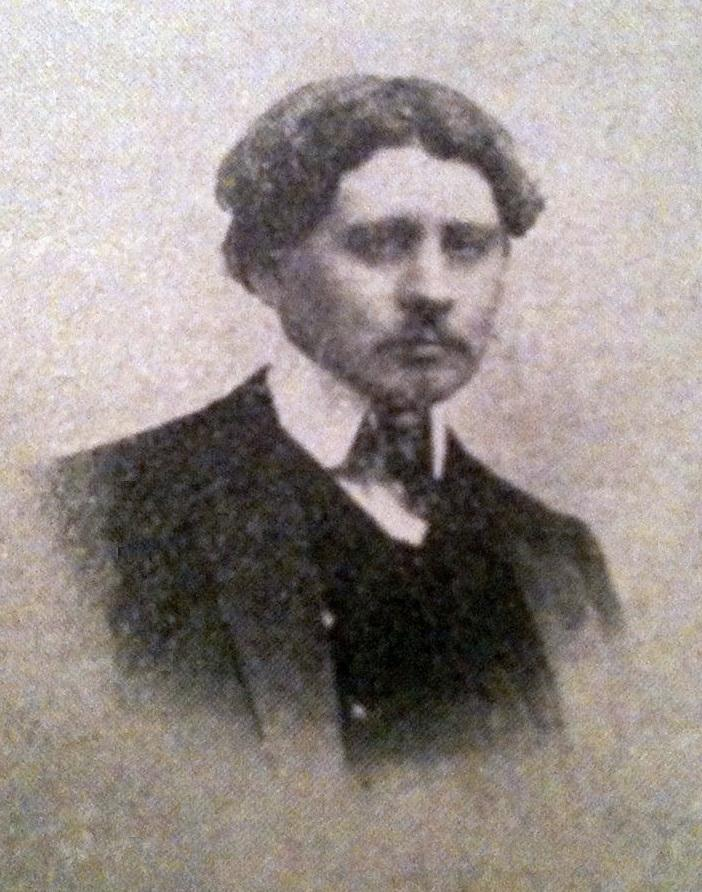
Gaston de Pawlowski

Gaston William Adam de Pawlowski (* 14. Juni 1874 in Joigny (Yonne); † 2. Februar 1933 in Paris) war Doktor des Rechts, Schriftsteller, Literatur-, Theater- und Kunstkritiker, Sportreporter, Humorist, Herausgeber mehrerer Zeitungen und Mitbegründer der ersten französischen Radsportvereinigung. Bekannt ist er heute vor allem für seinen satirischen  Science-Fiction-Roman Voyage au pays de la quatrième dimension (Reise ins Land der vierten Dimension) von 1912, der  Marcel Duchamps Werk Die Braut von ihren Junggesellen entblößt, sogar (Das Große Glas) beeinflusst hat. Zu seinen Freunden zählten Alfred Jarry und Guillaume Apollinaire. Er war einer der ersten Kritiker, die sich positiv über das Werk  Marcel Prousts geäußert haben.

## Leben
Pawlowski besuchte das Lycée Condorcet in Paris und studierte an der  École des Sciences politiques. Er verkehrte in den Künstlerkreisen des Montmartre, wo die heute vergessenen Künstler Georges Bottini und Fabien Launay zu seinen Freunden gehörten. 1901 erwarb er einen Doktor des Rechts mit der Arbeit La philosophie du travail (Die Philosophie der Arbeit). Einer juristischen Karriere zog er jedoch den Journalismus vor. Schon mit zwanzig Jahren schrieb er für verschiedene, teils selbst gegründete Fahrrad- und Motorsportzeitschriften wie Le Vélo, Le Sport oder L'Auto-vélo. 1907 gründete er zusammen mit Henri Desgrange Comœdia, die auflagenstärkste Pariser Tageszeitung für Kultur und Theater vor dem  Ersten Weltkrieg. Unter seiner Herausgeberschaft öffnete sich die Zeitung den damals neuesten Tendenzen der Avantgarde wie dem Kubismus. Mit dem Ausbruch des Ersten Weltkrieges wurde Pawlowski mobilisiert, schrieb aber weiterhin Artikel für die humoristischen Zeitschriften Le Canard enchaîné und La Baïonnette. 1921 heiratete er Maguerite Magnin und arbeitete vor allem als Theaterkritiker. Am 2. Februar 1933 starb Pawlowski in seinem Pariser Domizil in der rue de la Faisanderie an einem Herzinfarkt. Sein Grab befindet sich auf dem Friedhof Père-Lachaise in der dreiundzwanzigsten Division.

## Reise ins Land der vierten Dimension

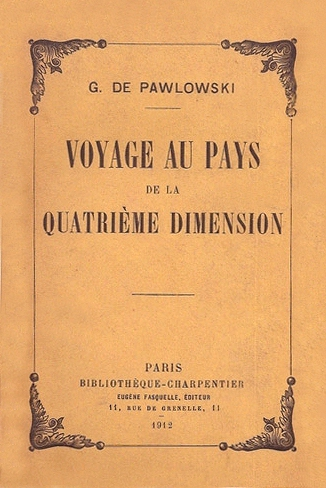
Voyage au pays de la quatrième dimension, 1912.

Neben einem umfangreichen journalistischen Werk verfasste Pawlowski fast ein Dutzend Romane, die er meistens zunächst in Form von Episoden in verschiedenen Zeitungen publizierte. Auf diese Weise entstand auch sein Hauptwerk Voyage au pays de la quatrième dimension, dessen Episoden zwischen 1908 und 1912 in Comœdia erschienen. Pawlowski nutzt in diesem Roman die damals von Charles Howard Hinton, Hermann von Helmholtz und Henri Poincaré popularisierte Diskussion um eine mögliche  vierte Dimension als Hintergrund für seine oftmals surreal übersteigerten Spekulationen über den Verlauf der Zukunft und das Wesen des Bewusstseins. Themen des Romans sind die Verschmelzung von Mensch und Maschine, die Abschaffung der Arbeit durch Mechanisierung, die Androgynisierung der Geschlechter und die universelle Vernetzung des Bewusstseins. Ende 1912 erschien das Werk beim Pariser Verlag Fasquelle in Buchform. 1923 veranstaltete derselbe Verlag eine erweiterte Ausgabe mit Illustrationen vom symbolistischen Maler Léonard Sarluis. Seitdem wurde das Werk in Frankreich immer wieder neu aufgelegt.
In einem 1966 mit dem Kunstkritiker Pierre Cabanne geführten Gespräch äußerte sich Marcel Duchamp folgendermaßen über Pawlowski, an dessen Namen er sich offensichtlich falsch erinnert: „Haben Sie jemals den Namen Povolowski oder so ähnlich gehört? [...] Genau erinnere ich mich an seinen Namen nicht mehr, aber er hatte in einer Zeitung populärwissenschaftliche Artikel über die vierte Dimension veröffentlicht, in denen er darlegte, daß es flache Wesen gebe, die nur zwei Dimensionen haben usw. Auf jeden Fall versuchte ich damals, die Sachen von diesem Povolowski zu lesen. Er erklärte die Maßeinheiten, die Geraden und die Kurven usw. Und das ging mir bei der Arbeit fortwährend durch den Kopf, obwohl ich ja in das Große Glas kaum irgendwelche Berechnungen eingebracht habe. Ich dachte nur an die Möglichkeit einer Projektion, einer unsichtbaren, weil mit den Augen nicht erfaßbaren vierten Dimension. 

Ich fand heraus, daß der Schatten eines dreidimensionalen Objekts eine zweidimensionale Form konstituiert – so wie ja die Sonne zweidimensionale Projektionen auf der Erde hervorruft – und schloß daraus, auf analogischem Wege, daß die vierte Dimension ein Objekt mit drei Dimensionen projizieren könne, d. h. daß alle dreidimensionalen Gegenstände, die wir so arglos betrachten, Projektionen von uns unbekannten vierdimensionalen Formen sind. 

Eine sophistische Argumentation zwar, aber doch im Bereich des Möglichen. In diesem Geist schuf ich die Neuvermählte im Großen Glas als Projektion einer unsichtbaren vierdimensionalen Form.“
Harald Szeemann führte Pawlowski neben Jules Verne, Alfred Jarry, Raymond Roussel und Franz Kafka als einen „Hersteller und Verfasser von  Junggesellenmaschinen“ an: „Die Reise enthält sehr viele Junggesellenmaschinen, u. a. auch die ausgeklügelte Maschinerie mit Räumen in dritter, vierter oder n-Dimensionen, die Duchamp beeinflusst hat, als er sein Großes Glas in Angriff nahm.“

## Liste von Pawlowskis Werken
- On se moque de nous (1898)
- La philosophie du travail (1901)
- Aristote à Paris (als Serie in Comœdia 1912)
- Voyage au pays de la quatrième dimension (1912; erweiterte Ausgabe 1923)
- Inventions nouvelles et dernières nouveautés (1916)
- Dans les rides du front (1917)
- Polochon : Paysages animés (1918)
- Ma voiture de course (1923)